# Deutsche Bandynationalmannschaft der Herren
Die deutsche Bandynationalmannschaft der Herren vertritt Deutschland bei internationalen Bandy-Wettbewerben.

## Geschichte
Der Deutsche Bandy-Bund wurde im Juni 2013 in die Federation of International Bandy aufgenommen. Das erste Spiel nach der Neugründung fand am 28. September 2013 bei einem Freundschaftsturnier im Rinkbandy in Nijmegen statt. Die meisten Spieler sind russischstämmig. Ende Januar 2014 nahm die Mannschaft bei der Bandy-Weltmeisterschaft in Irkutsk teil. In der B-Gruppe der B-WM startend gab es in der Gruppenphase einen Sieg über Somalia, ein Unentschieden gegen Japan sowie zwei Niederlagen gegen die Mongolei und gegen die Ukraine. Im B-WM-Viertelfinale verlor Deutschland mit 3:9 gegen Lettland. Durch ein abschließendes 5:4 über die Ukraine wurde Deutschland 15. unter 17 Teilnehmern.
Bei der B-WM 2016 konnte die Mannschaft die Gruppenphase mit 3 Siegen souverän abschließen. Nach zwei weiteren Siegen im Viertel- und Halbfinale gegen China bzw. die Ukraine wartete im Finale Ungarn als Gegner. Dieses Spiel konnte 5:4 gewonnen werden, womit Deutschland 2017 erstmals für die A-WM qualifiziert war. In der Gruppenphase der A-WM 2017 verlor Deutschland erwartungsgemäß gegen die USA und Norwegen. Das Gruppenspiel gegen Belarus ging erst im Penaltyschießen verloren. Deutschland traf darauf im Viertelfinale auf Schweden, was in der bisher höchsten Niederlage resultierte. Mit einem 12:7-Sieg im abschließenden Relegationsspiel gegen Belarus sicherte sich Deutschland den Verbleib in der A-WM.
Angesichts fehlender Bandy-Eisflächen in Deutschland trainiert die Mannschaft auf Eishockeyspielfeldern und nimmt an Rink-Bandy-Turnieren teil.

## Abschneiden bei Weltmeisterschaften
| WM   | Gastgeber                        | Platzierung               | Gruppe        | Gruppenspiele                                                                                                 | Platzierungsspiele                                                                                     |
| 2014 | Russland Irkutsk                 | 15. Platz (17 Teilnehmer) | B-WM B-Gruppe | 22:1 Somalia 1:3 Mongolei 4:4 Japan 3:8 Ukraine                                                               | 3:9 Lettland 5:4 Ukraine (Spiel um Platz 15)                                                           |
| 2015 | Russland Chabarowsk              | 13. Platz (17 Teilnehmer) | B-WM B-Gruppe | 4:2 Mongolei 12:1 Somalia 3:5 Niederlande 6:1 Volksrepublik China                                             | 4:5 Ungarn 3:1 Japan (Spiel um Platz 13)                                                               |
| 2016 | Russland Uljanowsk, Dimitrowgrad | 9. Platz (18 Teilnehmer)  | B-WM A-Gruppe | 6:4 Ungarn 6:3 Niederlande 7:7 Estland (5:0 Wertung wegen eines nicht spielberechtigten Spielers bei Estland) | 10:5 Volksrepublik China 5:5 (3:2 nach Penaltyschießen) Ukraine 5:4 Ungarn (Spiel um Platz 1 Gruppe B) |
| 2017 | Schweden Sandviken               | 7. Platz (22 Teilnehmer)  | A-WM B-Gruppe | 4:9 Vereinigte Staaten 7:7 (3:4 im Penaltyschießen) Belarus 3:17 Norwegen                                     | 6:34 Schweden 12:7 Belarus (Spiel um Platz 7 Gruppe A)                                                 |
| 2018 | Russland Chabarowsk              | 7. Platz (16 Teilnehmer)  | A-WM B-Gruppe | 4:14 Vereinigte Staaten 9:5 Ungarn 2:17 Kasachstan                                                            | 1:26 Russland 21:1 Ungarn (Spiel um Platz 7 Gruppe A)                                                  |
| 2019 | Schweden Vänersborg              | 7. Platz (20 Teilnehmer)  | A-WM B-Gruppe | 13:10 Niederlande 1:25 Norwegen 7:7 (0:2 im Penaltyschießen) Vereinigte Staaten                               | 12:6 Niederlande (Spiel um Platz 7 Gruppe A)                                                           |

### WM-Bilanzen
Stand nach der WM 2019
| Land                | Sp. | S | SnV | U | NnV | N | TV    | TD  | Bemerkung                          |
| ------------------- | --- | - | --- | - | --- | - | ----- | --- | ---------------------------------- |
| Volksrepublik China | 2   | 2 | 0   | 0 | 0   | 0 | 16:6  | +10 |                                    |
| Estland             | 1   | 1 | 0   | 0 | 0   | 0 | 5:0   | +5  |                                    |
| Japan               | 2   | 1 | 0   | 1 | 0   | 0 | 8:6   | +2  |                                    |
| Kasachstan          | 1   | 0 | 0   | 0 | 0   | 1 | 2:17  | −15 |                                    |
| Lettland            | 1   | 0 | 0   | 0 | 0   | 1 | 3:9   | −6  |                                    |
| Mongolei            | 2   | 1 | 0   | 0 | 0   | 1 | 5:5   | 0   |                                    |
| Niederlande         | 4   | 3 | 0   | 0 | 0   | 1 | 34:24 | +10 |                                    |
| Norwegen            | 2   | 0 | 0   | 0 | 0   | 2 | 4:42  | −38 |                                    |
| Russland            | 1   | 0 | 0   | 0 | 0   | 1 | 1:26  | −25 |                                    |
| Schweden            | 1   | 0 | 0   | 0 | 0   | 1 | 6:34  | −28 | höchste WM-Niederlage (6:34, 2017) |
| Somalia             | 2   | 2 | 0   | 0 | 0   | 0 | 34:2  | +32 | höchster WM-Sieg (22:1, 2014)      |
| Ukraine             | 3   | 1 | 0   | 1 | 0   | 1 | 13:17 | −4  |                                    |
| Ungarn              | 5   | 4 | 0   | 0 | 0   | 1 | 45:19 | +26 |                                    |
| Vereinigte Staaten  | 3   | 0 | 0   | 0 | 1   | 2 | 17:30 | −15 |                                    |
| Belarus             | 2   | 1 | 0   | 1 | 0   | 0 | 22:18 | +4  |                                    |